# ۱۶ ارابه‌ران
۱۶ ارابه‌ران یک ستاره است که در صورت فلکی ارابه‌ران قرار دارد.